# Olinto (mitología)
En la mitología griega, Olinto (latín: Olynthus, griego antiguo: Ὄλυνθος) era un hijo de Heracles y de Bolbe, según Ateneo se cree que la ciudad antigua de Olinto y el río Olinto, cerca de Apolonia, recibieron su nombre en su honor. Según Conón y Esteban de Bizancio, Olinto era hijo del rey Estrimón. Cuando fue muerto durante una cacería por un león, su hermano Brangas lo enterró en el lugar donde había caído, y llamó Olinto a la ciudad que posteriormente construyó en ese lugar.